# André Jobin
André Jobin, mer känd under pseudonymen Job, född 25 oktober 1927 i Delémont i kantonen Jura, död 8 oktober 2024 i Nîmes, Alpes-Maritimes, var en schweizisk serieförfattare och redaktör. Han skrev bland annat manus till Yakari.